# Ocularia aurescens
Ocularia aurescens är en skalbaggsart som beskrevs av Stefan von Breuning 1964. Ocularia aurescens ingår i släktet Ocularia och familjen långhorningar. Inga underarter finns listade i Catalogue of Life.